# Jedenhofen
Jedenhofen ist ein Gemeindeteil der Gemeinde Vierkirchen im oberbayerischen Landkreis Dachau.

## Lage
Das Kirchdorf liegt nordwestlich des Kernortes Vierkirchen. Nordwestlich verläuft die Staatsstraße 2054. Durch den Ort fließt der Ramelsbach, der unweit nördlich in die Glonn mündet. Nordwestlich des Ortes erstreckt sich das 55,48 ha große Naturschutzgebiet Weichser Moos.

## Geschichte
Erstmals wird der Ort in einer Urkunde zwischen 948 und 957 genannt.
Jedenhofen gehörte bis 1802 zu der Landzunge, die das Landgericht Kranzberg über die Glonn hinweg in das Landgericht Dachau streckte. Um 1500 sind bereits neun Anwesen vorhanden. Um 1500 wird es als Lehen aufgeführt.

## Baudenkmäler
In der Liste der Baudenkmäler in Vierkirchen (Oberbayern)
ist für Jedenhofen ein Baudenkmal aufgeführt:
- Die einschiffige katholische Kapelle St. Nikolaus trägt einen Giebelreiter mit Oktogon und Zwiebelhaube. Sie wurde 1479 erbaut und im Jahr 1716 umgestaltet und verlängert.